# Linda Lovelace for President
Linda Lovelace for President è un film del 1975, diretto da Claudio Guzmán e Arthur Marks.

## Trama
La storia narra di una donna che si candida alla presidenza degli USA riuscendo alla fine a diventare la prima femmina presidente.